# ボストン・クリーム・ドーナツ
ボストン・クリーム・(パイ)・ドーナツ（Boston Cream (Pie) Donuts）は、アメリカ合衆国のドーナツ。チョコレートアイシングをかけて、バニラフレーバーのカスタードのフィリングが入っている。ボストン・クリーム・パイ（Boston Cream Pie）と呼ばれる菓子の小型版でもある。

## 歴史
ボストン・クリーム・ドーナツは2003年にアメリカマサチューセッツ州を代表する食べ物に選ばれている。

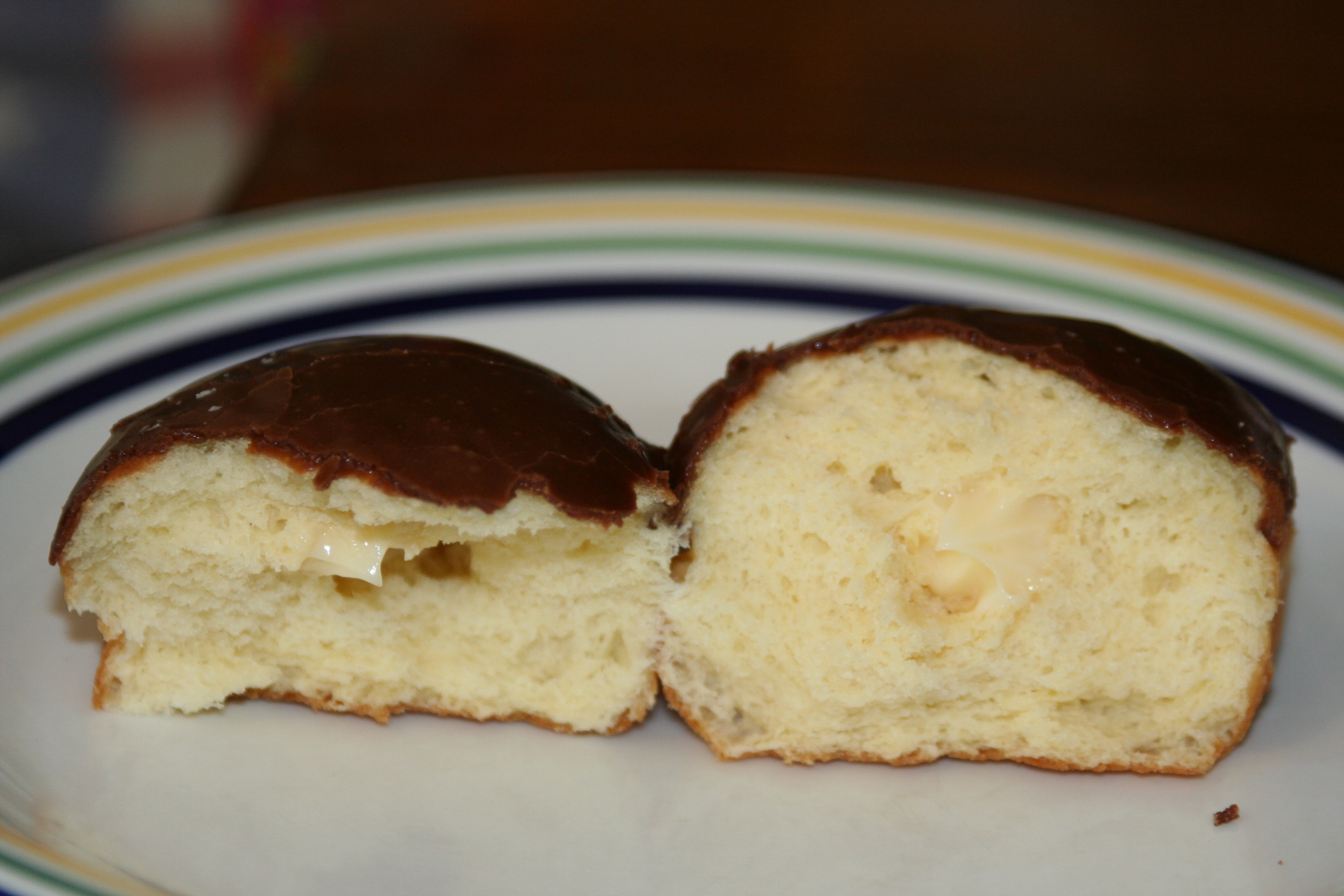
両断したボストン・クリーム・ドーナツ